# Eupeodes misomapensis
Eupeodes misomapensis är en tvåvingeart som först beskrevs av Matsumura 1918.  Eupeodes misomapensis ingår i släktet fältblomflugor, och familjen blomflugor. Inga underarter finns listade i Catalogue of Life.